# بوارج
بوارج (به عربی: بوارج) یک منطقهٔ مسکونی در لبنان است که در شهرستان زحله واقع شده‌است. بوارج ۳٬۲۵۰ نفر جمعیت دارد و ۱٬۳۱۰ متر بالاتر از سطح دریا واقع شده‌است.